# ريمون روش
ريمون روش (بالفرنسية: Raymond Roche)‏ هو متسابق دراجات نارية فرنسي سابق فاز ببطولة العالم للسوبربايك. نافس في سباقات بطولة العالم لفئة 500 سي سي ولفئة 350 سي سي ولفئة 250 سي سي ولفئة 50 سي سي.

## البطولات
- بطولة العالم للسوبربايك 1990

## روابط خارجية
- ريمون روش على موقع MotoGP.com (الإنجليزية)
- ريمون روش على موقع WorldSBK.com (الإنجليزية)